# Coppa Caduti di Reda
La Coppa Caduti di Reda est une course cycliste italienne disputée au mois d'avril à Reda (it), frazione de la commune de Faenza en Émilie-Romagne. Créée en 1946, cette épreuve rend hommage aux résistants italiens morts lors de la Seconde Guerre mondiale. Elle est organisée sur un parcours légèrement escarpé,. 
La Coupe figure actuellement au calendrier national de la Fédération cycliste italienne. Elle est par conséquent ouverte aux coureurs espoirs (moins de 23 ans) et élites. 
De nombreux vainqueurs sont passés dans les rangs professionnels comme Fabiano Fontanelli, Cristian Moreni, Leonardo Bertagnolli, Matteo Montaguti ou encore Elia Viviani.

## Palmarès
| Année     | Vainqueur              | Deuxième           | Troisième            |
| --------- | ---------------------- | ------------------ | -------------------- |
| 1946      | Ermanno Tampieri       |                    |                      |
| 1947      | Sanzio Bazzoli         |                    |                      |
| 1948      | Carlo Mazzotti         |                    |                      |
| 1949      | Antonio Torsari        |                    |                      |
| 1950      | ?                      | ?                  | ?                    |
| 1951      | Armando Ponti          |                    |                      |
| 1952-1981 | non disputé            | non disputé        | non disputé          |
| 1982      | Riccardo Conti         |                    |                      |
| 1983      | Gilberto Bartolini     |                    |                      |
| 1984      | Gualtiero Brunetti     |                    |                      |
| 1985      | Andrea Govoni          |                    |                      |
| 1986      | Fabiano Fontanelli     |                    |                      |
| 1987      | Roberto Vitri          |                    |                      |
| 1988      | Stefano Cembali (it)   | Gianpaolo Grisandi | Alessandro Contri    |
| 1989      | Andrea Masironi        |                    |                      |
| 1990      | Massimiliano Semini    |                    |                      |
| 1991      | Nicola Loda            |                    |                      |
| 1992      | Davide Taroni          |                    |                      |
| 1993      | Samuele Schiavina (it) |                    |                      |
| 1994      | Silvio Caviglia        |                    |                      |
| 1995      | Claudio Camin          |                    |                      |
| 1996      | Cristian Moreni        |                    |                      |
| 1997      | Paolo Bossoni          |                    |                      |
| 1998      | Eliseo Dal Re          |                    |                      |
| 1999      | Gianluca Cavalli (de)  |                    |                      |
| 2000      | Eliseo Dal Re          |                    |                      |
| 2001      | Leonardo Bertagnolli   |                    |                      |
| 2002      | Juri Alvisi (it)       |                    |                      |
| 2003      | Andrea Sanvido         |                    |                      |
| 2004      | Mirko Allegrini        | Gene Bates         | Harald Starzengruber |
| 2005      | Mauro Da Dalto         | Maurizio Girardini | Massimiliano Turco   |
| 2006      | Alessandro Proni       | Vladimir Autka     | Matteo Montaguti     |
| 2007      | Federico Vitali        | Marco Canola       | Rafael Infantino     |
| 2008      | Alessandro Raisoni     | Alan Marangoni     | Denis Farkhutdinov   |
| 2009      | Elia Viviani           | Marco Benfatto     | Davide Gomirato      |
| 2010      | Edoardo Costanzi       | Thomas Tiozzo      | Sonny Colbrelli      |
| 2011      | Andrei Nechita         | Anatoliy Kashtan   | Marco Canola         |
| 2012      | Alberto Cecchin        | Nicola Boem        | Matthias Krizek      |
| 2013      | Gianluca Leonardi      | Michele Simoni     | Daniele Cavasin      |
| 2014      | Eugert Zhupa           | Daniele Cavasin    | Davide Gomirato      |
| 2015      | Andrea Toniatti        | Nicolò Rocchi      | Alfio Locatelli      |
| 2016      | Andrea Toniatti        | Gianluca Milani    | Jacopo Mosca         |
| 2017      | Andrea Toniatti        | Nicolò Rocchi      | Damiano Cima         |
| 2018      | Davide Leone           | Francesco Baldi    | Giacomo Zilio        |
| 2019      | Davide Plebani         | Artur Sowiński     | Pietro Di Genova     |
| 2020      | annulé                 | annulé             | annulé               |
| 2021      | Mattia Petrucci        | Stefano Gandin     | Walter Calzoni       |
| 2022      | Francesco Di Felice    | Matteo Baseggio    | Michael Zecchin      |
| 2023      | Lorenzo Nespoli        | Roman Ermakov      | Edoardo Faresin      |
| 2024      | Tommaso Nencini        | Lev Gonov          | Andrea D'Amato       |
| 2025      | Giovanni Bortoluzzi    | Tommaso Dati       | Tommaso Anastasia    |

### Victoires par pays
| Pos. | Nation   | Victoire |
| ---- | -------- | -------- |
| 1    | Italie   | 46       |
| 2    | Roumanie | 1        |
| 2    | Albanie  | 1        |